# Bragozzo

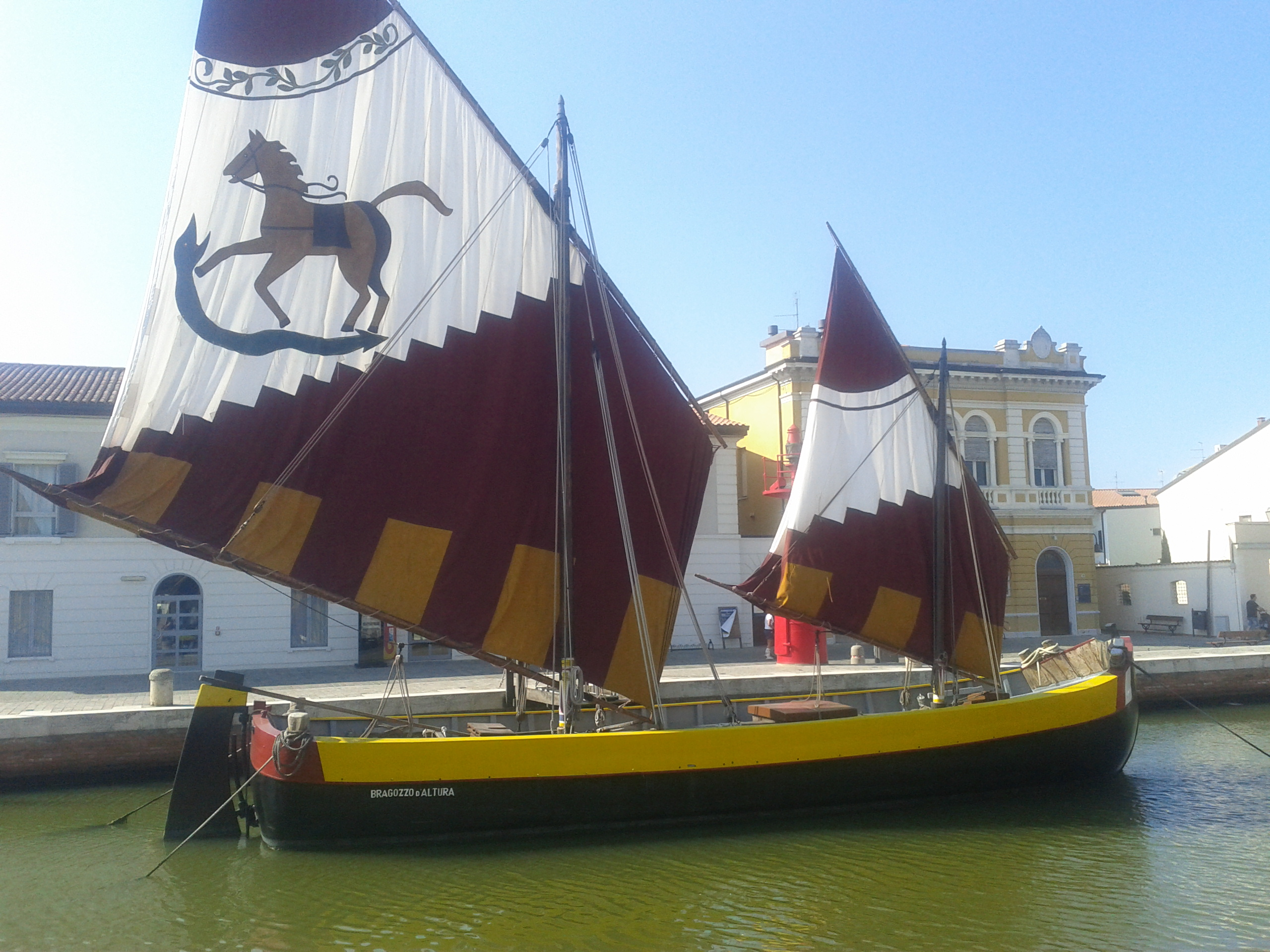
Bragozzo (bateau historique)

Le bragozzo est un type de bateau de pêche à voile datant du 19e siècle dans la lagune de Venise en Italie.

## Description
Le bragozzo est un bateau de pêche robuste et efficace qui a vu le jour au XIXe siècle. Sa robustesse lui a permis de faire face à la mer ouverte tandis que son fond plat lui a permis de naviguer sur les bas fonds de la lagune. Il avait un rôle capital dans l'économie de Chioggia, basée sur la pêche et la construction navale. 
Le bragozzo mesurait 12.5 mètres de long, 3.15 de large et 1.05 de haut. Le gouvernail atteint une longueur de près de 4 mètres.
Des bragozzi sont conservés au Musée maritime de Cesenatico.